# Mãe Heroica Vietnamita
O título Mãe Heróica Vietnamita (em vietnamita:  Bà mẹ Việt Nam anh hùng) é um título honorífico vietnamita concedido, também postumamente, a mães que fizeram inúmeras contribuições e sacrifícios pela causa da libertação nacional, da construção e defesa nacional e do cumprimento de obrigações internacionais.
O título é concedido em conformidade com os regulamentos do Comité Permanente da Assembleia Nacional da República Socialista do Vietname.
Com o desejo de imortalizar a imagem de mães vietnamitas - descritas como resilientes, virtuosas e capazes - a artista Dang Ai Viet viajou pelo país numa motocicleta Charly por 10 anos e desenhou 2.400 retratos de mães heróicas vietnamitas, preservando assim o seu legado para as gerações futuras.

## Critérios
A mãe que se enquadra em um ou mais dos seguintes critérios é elegível para receber, tanto em vida quanto postumamente, o título de Mãe Heróica Vietnamita:
1. Ter dois ou mais filhos mártires (soldados que morreram lutando pelo país)
2. Ter dois filhos, um dos quais é mártir e o outro é um veterano ferido que perdeu 81% da capacidade para o trabalho
3. Ter um filho único que é mártir
4. Ter um filho que é mártir e o marido ou a própria mãe são mártires
5. Ter um filho que é mártir e as próprias mães são veteranas feridas que perderam 81% da capacidade para o trabalho

Tanto os filhos biológicos quanto os adotados são contabilizados desde que as mães sejam as responsáveis legais.

## Benefícios
Os premiados com os títulos também recebem Certificado, Distintivo e uma cerimônia de premiação paga pelo governo (ou funeral, se concedido postumamente), bem como subsídios governamentais.

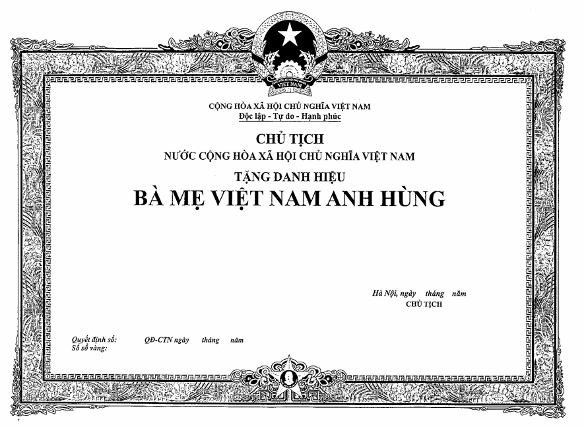
Modelo de certificado da Mãe Heróica Vietnamita.